# Washington Alves
Washington Geraldo Dias Alves, noto semplicemente come Washington Alves (Barão de Cocais, 3 settembre 1949), è un ex calciatore brasiliano, di ruolo difensore.
Anche i suoi figli Bruno Alves, Geraldo Alves e Júlio Alves, nonché il fratello Geraldo Cleofas Dias Alves, sono stati calciatori.

## Carriera
Ha giocato nella massima serie brasiliana e portoghese.